# محمد المهتدي بالله (إمام نزاري)
محمد المهتدي بالله هو الإمام الواحد والعشرون للإسماعيليين النزاريين. وكان إماماً مستتراً.
وفقاً للتأريخ الإسماعيلي، كان المهتدي الابن الأكبر للإمام النزاري العشرين الهادي الذي انتقل حوالي عام 1094 من مصر إلى شمال بلاد فارس بالقرب من المنطقة المحيطة بآلموت. وهنا كان تحت حماية القادة النزاريين حسن الصباح (توفي 1124) وكيا بزرك اميد (توفي 1138).

## حياته
يقال أن محمد بن علي الملقب بالمهتدي ولد عام 500هـ / 1106م بقلعة لمسر. وكان أول إمام إسماعيلي نزاري يولد في بلاد فارس. ويعرف أيضاً بالمهتدي ومحمد الأول. أصبح إماماً للإسماعيليين النزاريين بعد وفاة والده الإمام الهادي سنة 530 هـ.
كانت خطوته الأولى هي نقل مقره إلى قلعة ألموت وركز على تطوير الجيش الإسماعيلي (الفدائيين) ليكون قادراً على الدفاع عن الحصون الإسماعيلية من الغزاة. كما اهتم بتنظيم الدعاة وتعريفهم بالمبادئ الأساسية للمعتقدات الإسلامية الشيعية الإسماعيلية. كما قام بتدريبهم على تطوير مهاراتهم في توضيح ومناقشة القضايا المتعلقة بالفلسفة والفقه الإسلامي والمعتقدات الإسلامية. كما أنشأ نظام ترميز مبتكر حيث تم استخدام الأرقام بدلًا من الحروف للتواصل الداخلي والخارجي بشكل آمن لحمايتهم من أعدائهم. وكان الإمام المهتدي يعيش حياة الزهد والتقشف.

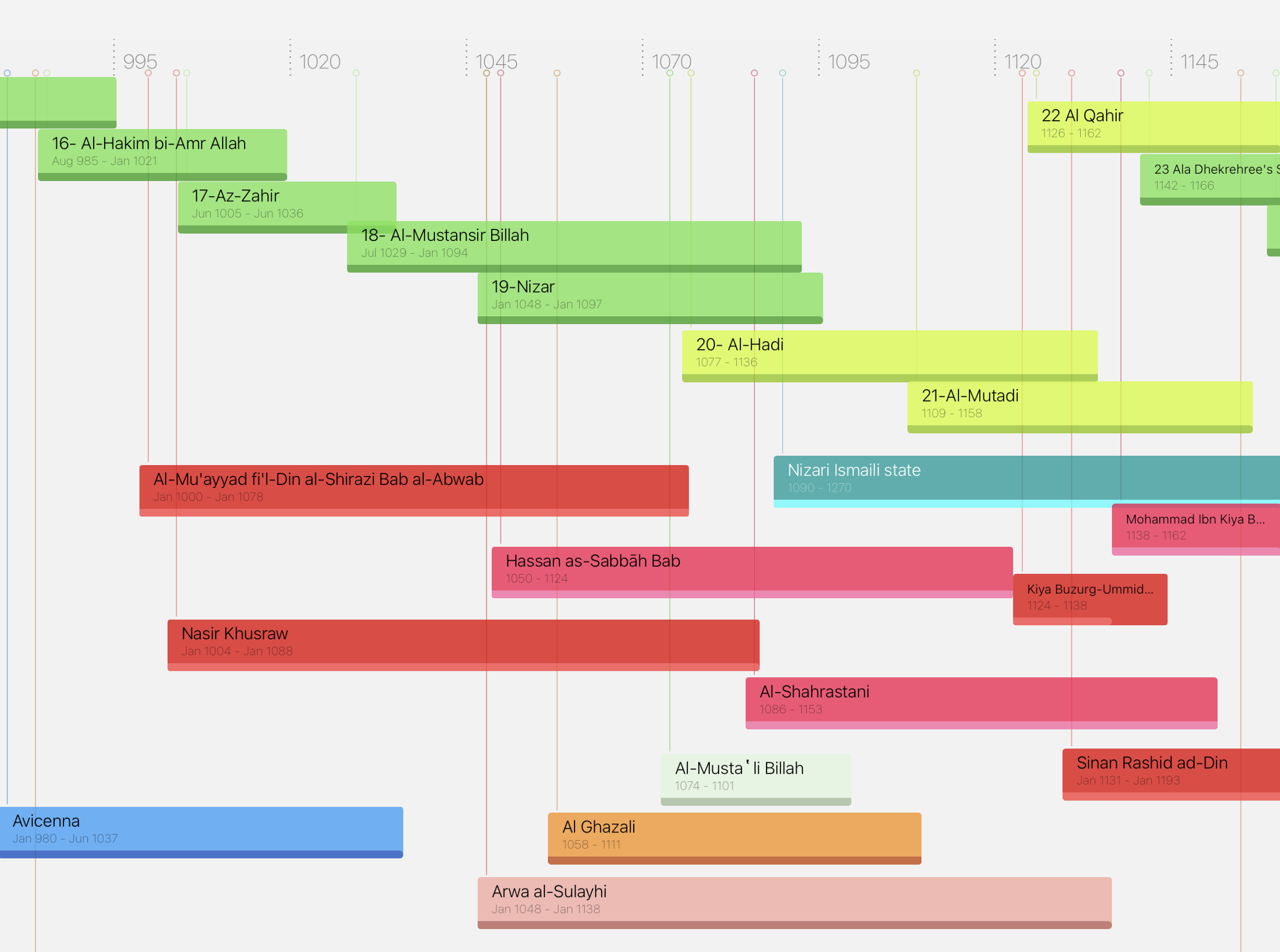
خط زمني يصور انتقال المقعد النزاري الإسماعيلي من مصر إلى بلاد فارس بين عامي 980 و1153، مع تواريخ مهمة حول الإمام الإسماعيلي النزاري العشرين.

وضع القائد كيا بزرك اميد أساسًا متينًا للدولة الإسماعيلية النزارية باعتبارها منطقة مستقلة في بلاد فارس وسوريا. ومن الموثق أيضاً أنه قام بسك بعض العملات النزارية، توفي سنة 532هـ / 1138م بعد حكم دام 14 سنة. عيّن الإمام المهتدي ابنه محمد بن بزرك اميد كحاكم ثالث. وكان محمد بن بزرك اميد قائد جيوشه ومدير لشؤون الدولة.
في يونيو 1138 جاء الخليفة العباسي الراشد بالله لمهاجمة حصون الإسماعيلية لكن الفدائيين الإسماعيليين تعرضوا له وتم اغتياله.
هنالك رسالة موثقة مع الطائفة الإسماعيلية النزارية السورية نشرها مصطفى غالب عام 1953 تنسب إلى الإمام المهتدي يؤكد فيها لأتباعه أنه حفيد الإمام نزار بن المستنصر بالله ويعين فيها «زين بن أبي الفرجين» بصفته داعي دعاة سوريا، وأوصى أتباعه بالتخلي عن الكراهية والعيش بوحدة وتضامن.
في عام 1966، حصلت جمعية العملات الأمريكية في نيويورك على عملة معدنية من هذا الوقت، تم سكها عام 553 / 1158. وقد تم توضيح ذلك في التقرير السنوي للجمعية الأمريكية لعلم العملات لعام 1966. قدم جورج سي مايلز تفاصيله عن عملات ألموت ووصفها قائلًا إن حجمها 14 ملم، ووزنها 0.635 جرام. ويحمل وجهها الأمامي اسم "محمد بن (كيا) بزرك اميد" وفي الأسطورة الهامشية نقش بوضوح اسم دار السك «كرسي الديلم» بتاريخ 553 هـ (1158 م). تبدأ المنطقة العكسية بالشهادة الثالثة "علي ولي الله" والأسطر الثلاثة التالية هي: نزار المصطفى لدين الله. وهذه الأسطر الثلاثة تتبعها الأسطورة الهامشية: أمير المؤمنين، صلوات الله عليه وعلى أبائه الطاهرين وابنائه الأكرمين. استنسخ جورج سي مايلز صور العملات الست: هناك عدد قليل من العملات المعدنية الأخرى التي تم سكها في كرسي الديلم بنفس الأساطير، وتختلف فقط في التواريخ.
ويعني أن العملات الستة من الأعلى قد ضربت في عهد الإمام المهتدي (530-552 / 1136-1157)، والقطعتين في عهد الإمام القاهر (552-557 / 1157-1162).
كان الإمام المهتدي يعتني بالخيول التي رباها والده في قلعة لمسر، وورد إنه قام بعدة زيارات للقلاع المحيطة في رودبار. توفي سنة 552 / 1157 عن عمر يناهز 52 سنة. وأسند منصب الإمامة إلى ابنه الأكبر حسن القاهر.